# Santa Cruz do Xingu
Santa Cruz do Xingu är en kommun i Brasilien.   Den ligger i delstaten Mato Grosso, i den centrala delen av landet, 800 km nordväst om huvudstaden Brasília. Antalet invånare är 1 899.
Följande samhällen finns i Santa Cruz do Xingu:
- Santa Cruz Do Xingu

I omgivningarna runt Santa Cruz do Xingu växer i huvudsak städsegrön lövskog. Trakten runt Santa Cruz do Xingu är nära nog obefolkad, med mindre än två invånare per kvadratkilometer.